# カセドラルシティ (カリフォルニア州)
カセドラルシティ（Cathedral City）は、アメリカ合衆国カリフォルニア州のリバーサイド郡にある都市。人口は5万1493人（2020年）。内陸部のコーアチェラ・バレーに位置するリゾートである。

## 概要
1981年に法人化した。市内には幾つかのゴルフ場と多数の長期滞在型コンドミニアムがある。ロサンゼルスから約180キロメートル離れているが、州間高速道路10号線とパームスプリングス国際空港に隣接しており交通の便が良い。

## 住民
住民は中流階級が多く庶民的な都市である。2020年アメリカ合衆国国勢調査によると市の人口の約58パーセントはヒスパニックだった。貧困率は約17パーセントで、全米の平均値11パーセントより高かった。

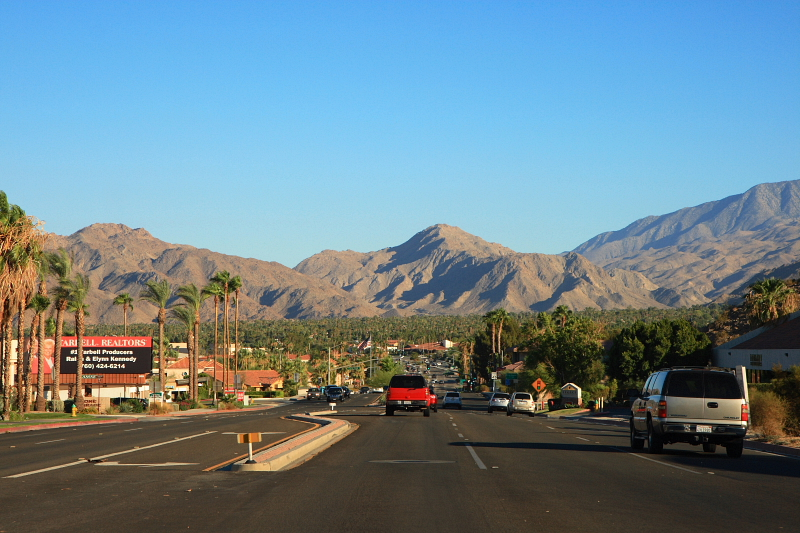
州道111号線